# 肇敏
肇敏（?—?），字逊思，一字石村，号云溪，赫舍里氏，满洲正黄旗人。工部尚书赫奕之子。康熙庚子举人，雍正癸丑进士。散馆后授翰林院编修、翰林院侍讲、翰林院侍读学士。

## 家族
- 高祖：瑚什穆巴颜
- 曾祖：希福 (赫舍里氏)，三等子，內弘文院大學士；
- 祖：帅颜保，工部尚书；
- 父：赫奕，工部尚书；
- 妻：鑲藍旗滿洲西林覺羅氏，大學士鄂爾泰次女；
- 兄弟：嵩壽，雍正癸卯进士，任大理寺卿，内阁学士，礼部右侍郎等职，袭三等子爵; 慧中，官至吏部侍郎；图南，任郎中；
- 姐妹：适康熙帝长子胤禔长子宗室公品级弘昱；
- 子：鑑昭，文举人，任員外郎，有二子二女，长子增保袭三等子爵，哈密办事大臣及副都统，次子不明，一女为礼亲王锡春嫡福晋，一女适乌鲁木齐都统、奉恩将军永多之子三等侍卫绵亘；
- 女：适正黄旗满洲哈达那拉氏太仆寺少卿特克慎。（肇敏外孫為玉麟）。